# L'Appel du 9-Mai
 (septembre 2018).
Si vous disposez d'ouvrages ou d'articles de référence ou si vous connaissez des sites web de qualité traitant du thème abordé ici, merci de compléter l'article en donnant les références utiles à sa vérifiabilité et en les liant à la section « Notes et références ».
L'Appel du 9-Mai pour une Renaissance européenne est un mouvement politique européen, lancé le 9 mai 2016 par Guillaume Klossa, essayiste, fondateur d'EuropaNova et directeur de l’Union européenne de Radiotélévision. 
L’Appel est rédigé par de nombreuses personnalités européennes de toute sensibilité politique. Il est à l’origine du mouvement Civico Europa qui prend son relais le 25 mars 2017 à l’occasion du 70e anniversaire du traité de Rome. L’appel vise à mobiliser les Européens en amont du vote référendaire britannique du 23 juin 2016 en vue de préparer une feuille de route opérationnelle visant à préserver l’unité des Européens en cas de vote négatif et à donner un nouvel élan au projet européen. Il donnera lieu à un second appel aux lendemains du référendum britannique relayé par de grands journaux européens comme le Journal du Dimanche, la Stampa, El Pais, Gazeta ou Bild en Allemagne. Les membres du mouvement du 9 mai seront reçus par des dirigeants européens ainsi que par les présidents de la Commission européenne et du Conseil européen. Jean-Claude Juncker et Donald Tusk missioneront les membres de l’appel du 9 mai pour proposer des perspectives d’avenir commune pour les Européens.  Le 15 octobre 2016, une conférence Europa pour une Renaissance européenne en présence du président de la République française François Hollande se tient à Paris; Cette première conférence en précède deux autres, une à Bratislava puis une deuxième le 9 mai 2017 à Bozar à Bruxelles en présence du président de la Commission européenne Jean-Claude Juncker qui s’engage publique sur la mise en œuvre des recommandations du rapport « la voie européenne pour un futur meilleur » que le mouvement du 9 mai pour une renaissance européenne devenu Civico Europa lui remet.

## Texte publié

### Propositions
L’appel pour une nouvelle renaissance européenne, retitré par certains journaux « appel pour une nouvelle Europe » a été publié le 9 mai 2016 à l'occasion de la Journée de l'Europe qui commémore la déclaration du 9 mai 1950 notamment dans les organes de presse suivants :  Tribune de Genève, 24 heures ainsi que par les partenaires européens de l’alliance LENA, El País, La Repubblica, Le Figaro, Le Soir, Die Welt et le Tages-Anzeiger.
Il vise à un nouvel élan contre le populisme en renforçant l'Union européenne autour de six initiatives stratégiques :
- renforce la démocratie européenne notamment à travers une éducation civique européenne commune et le choix du président de la Commission européenne en fonction du résultat électoral ;
- une initiative stratégique de sécurité et de défense des citoyens de l'Union (en renforçant Europol, Eurojust et le renseignement européen) ;
- une initiative sur les réfugiés ;
- une seconde phase du plan Juncker en relançant la croissance ;
- renforcer le potentiel de croissance de la zone euro ;
- créer un Erasmus des collégiens.

### Cosignataires de L'Appel du 9-Mai
Les Cosignataires en sont : László Andor, économiste hongrois, ancien commissaire européen ; Lionel Baier, réalisateur suisse; Michel Barnier, ancien ministre français des Affaires étrangères, ancien vice-président de la Commission européenne et conseiller spécial de la Commission européenne (Parti populaire européen) ; Mercedes Bresso, élue italienne au Parlement européen (PE), ancienne présidente du Comité des  régions; Daniel Cohn-Bendit, ancien président du groupe Les Verts au PE ; Georges Dassis, syndicaliste grec, président du comité économique et social européen ; Philippe de Buck, Belge, ancien directeur général de Business Europe, membre du Comité économique et social européen ; Felipe González, ancien président du Conseil espagnol, ancien président du groupe de réflexion sur l’avenir de l’Europe ; Danuta Hübner, ancienne commissaire européenne polonaise, présidente de la Commission des affaires constitutionnelles, groupe du Parti populaire européen (PE) ; Sofi Oksanen, écrivaine finlandaise ; Maria João Rodrigues, Portugaise, vice-présidente du groupe Socialistes et démocrates au PE ; Robert Menasse, écrivain autrichien ; Roberto Saviano, écrivain italien ; Gesine Schwan, présidente allemande de la plateforme de gouvernance Humboldt-Viadrina ; Kirsten van den Hul, écrivaine et éditorialiste néerlandaise ; Guy Verhofstadt, ancien Premier ministre belge, président du groupe ADLE au PE.

## Appel des intellectuels pour sauver l'Europe
Le 18 novembre 2016, sous un autre titre, un Appel des intellectuels pour sauver l'Europe est publié sur les quotidiens LENA, notamment par Guillaume Klossa, Sandro Gozi, Daniel Cohn-Bendit, Felipe Gonzalez, Robert Menasse, Roberto Saviano, David Van Reybrouck, Guy Verhostadt et Wim Wenders.